# Crypticerya abrahami
Crypticerya abrahami är en insektsart som först beskrevs av Robert Newstead 1917.  Crypticerya abrahami ingår i släktet Crypticerya och familjen pärlsköldlöss.
Artens utbredningsområde är Guyana. Inga underarter finns listade i Catalogue of Life.